# Stefan Keuter
Stefan Keuter (nascido em 19 de agosto de 1972) é um político alemão da Alternativa para a Alemanha (AfD) e membro do Bundestag desde 2017.

## Vida e política
Keuter nasceu em 1972 na cidade de Essen, na Alemanha Ocidental, e tornou-se um empresário. Keuter entrou para a recém-fundada AfD e tornou-se, após as eleições federais alemãs de 2017, membro do Bundestag.
Die Zeit descreveu as posições políticas de Keuters dentro da AfD após a sua eleição em 2017 como "ultra-direita".